# Matthias Joseph Johnen
Matthias Joseph Johnen (* 21. September 1817 in Alsdorf; † 2. März 1906 in Eschweiler) war Pfarrer in Eschweiler-Röhe, Dechant des Dekanates Eschweiler, Ritter des roten Adlerordens IV. Klasse, des Kronenordens III. Klasse und Ehrendomherr am Kölner Dom.

## Herkunft, Ausbildung und Kaplanszeit
Matthias Joseph Johnen besuchte das Kaiser-Karls-Gymnasium in Aachen und studierte anschließend in Bonn Theologie. Am 17. April 1842 empfing er in Köln die Priesterweihe. Seine erste Anstellung fand er als Vikar in Afden; von dort wurde Johnen versetzt als Kaplan an die Kirche St. Mariä Himmelfahrt in Köln.

## Pfarrer in Röhe, Dechant und Ehrendomherr
Im Jahre 1852 wurde Johnen vom Kölner Erzbischof zum Pfarrer an St. Antonius, Eschweiler-Röhe versetzt, wo er 53 Jahre lang wirkte. Im Jahre 1854 erfolgte unter der Initiative Johnens der Anbau der Sakristei, dort, wo früher der Chor der ehemaligen Röher Kapelle gestanden hat. 1855 konnte eine Orgel angeschafft werden; insgesamt trieb Johnen über die Jahrzehnte seines Wirkens hinweg den Ausbau der Röher Pfarrkirche entscheidend voran. Im Jahre 1861 gründete Pfarrer Johnen den Kirchenchor (heute MGV St. Gregorius Eschweiler-Röhe). Unter Pfarrer Johnen wurde in Röhe das ehemalige Kloster der Ordensgemeinschaft der Armen Dienstmägde Jesu Christi, das Helene-Nickel-Stift gegründet. 
Im Jahre 1881 wurde Pfarrer Johnen zum Dechant des Dekanates Eschweiler gewählt, ein Amt, das er bis zu seinem Tode bekleidete. 1888 wurde er zum Ehrendomherr an der Metropolitankirche zu Köln installiert. 
Nachdem Matthias Joseph Johnen am 2. März 1906 unerwartet an einem Herzschlag verstorben war, zelebrierte Antonius Hubert Kardinal Fischer aus Köln die Exequien in der Röher Kirche. Johnens Grab befindet sich auf dem Röher Friedhof.